# Литани (река)
Литани или Ал Литани (на арабски: نهر الليطاني, в античността: Леонт) е река в Ливан, най-дългата в страната, вливаща се в Средиземно море. Дълга е 140 km, а площта на водосборния ѝ басейн е около 1940 km². Река Литани води началото си западно от град Баалбек, протича основно през южната част на долината Бекаа в посока юг-югозапад. При градчето Тайба рязко завива на запад и чрез тясна и дълбока долина проломява южните части на планината Ливан, след което се влива в Средиземно море. Няма постоянно течащи притоци. Пълноводието ѝ е през зимата. Средният годишен отток е 25 m³/s. Водите ѝ се използват за водоснабдяване, напояване и производство на електроенергия.